# S1 No. 1 Style
S1 No. 1 Style, o simplificado como S1, es un estudio de cine pornográfico japonés. Desde su creación, se ha convertido en uno de los estudios cinematográficos más destacados del panorama japonés del entretenimiento para adultos.

## Información
S1 es una de las muchas empresas afiliadas al gigantesco grupo Hokuto Corporation, el cual distribuye los vídeos del estudio mediante ventas al por menor y en línea a través de su sitio web DMM bajo la marca Fanza.
El sitio web del estudio está en línea desde el 30 de junio de 2004 y sus primeros vídeos se publicaron en noviembre de ese mismo año protagonizados por las AV Idols Sora Aoi y Alice Ogura junto con el debut simultáneo de ocho nuevas actrices: MEW, Mami Hayasaki, Kaya Yonekura, Chihiro Hara, Kanan Kawai, Akane Mochida, Rin Hino y Misato Shiraishi. Todos los vídeos japoneses para adultos se censuran aplicando un mosaico sobre las zonas genitales, pero a finales de 2004. S1 fue la primera empresa en sustituir los antiguos mosaicos analógicos por un nuevo mosaico digital más fino al que llamaron "girigiri" o mosaico arriesgado (ギリギリモザイク, girigirimozaiku).
Para celebrar su quinto aniversario, S1 organizó un evento especial de puroresu con All Japan Pro Wrestling, que se celebró el 22 de enero de 2010 en el Korakuen Hall. En el combate principal del evento, llamado Copa Akiho Yoshizawa en honor a la popular ídolo del estudio, participaron varios luchadores destacados como Keiji Mutoh, Masakatsu Funaki, TARU y Ryota Hama.
S1 comenzó a producir vídeos en formato Blu-Ray ya en septiembre de 2009 con The Raped Female Teacher 2 protagonizada por Akiho Yoshizawa. A finales de 2011, el catálogo de lanzamientos en Blu-Ray de S1 contaba con 53 vídeos. S1 se convirtió en el primer estudio audiovisual japonés en producir obras en formato 3D en junio de 2010. El primero, 3D x Mika Kayama, protagonizado por Mika Kayama, se estrenó el 7 de junio y el segundo, 3D x Yuma Asami, protagonizado por Yuma Asami, salió el 19 de junio. 
Rodar en 3D fue una experiencia nueva para el estudio y requirió que los actores se movieran más despacio y nuevas disposiciones de iluminación. La producción duró tres meses, unas tres veces más que el AV habitual. El lanzamiento de los vídeos 3D coincidió con la introducción de los televisores 3D de Sony y Panasonic, y se esperaba que los títulos impulsaran las ventas de los nuevos televisores. S1 y otros estudios audiovisuales también buscaban una forma de aumentar las ventas y tenían la intención de producir varios títulos más en 3D para 2010.

## Popularidad y premios
En los concursos AV Open de 2006 y 2007 basados en las ventas de vídeos, S1 se llevó el premio al primer puesto en ambos años. En 2008 el estudio ganó el GrandPrix Stage Highest Award y también el premio al mejor diseño de paquete, así como el premio de la prensa y el de los distribuidores. En los premios Vegas Night de 2007, el vídeo de S1 Hyper-Risky Mosaic Mihiro ganó el premio al Mejor Título y los 4 primeros puestos en la categoría de Mejor Actriz fueron ocupados por actrices de S1, con Akiho Yoshizawa ocupando el primer puesto. El estudio también dominó los premios AV GrandPrix de 2009 ganando el Premio GrandPrix más importante además de llevarse el Premio a las Ventas de DVD, el Premio de los Distribuidores, el Premio al Mejor Diseño de Paquete y el Premio a la Mejor Actriz Destacada de Vídeo por Double Risky Mosaic, Rio & Yuma.
Una de las actrices AV más populares de la industria, Yua Mikami, se unió a S1 en 2016, después de formar parte del grupo de chicas idol SKE48. Otras actrices notables bajo el sello S1 incluyen a Sora Aoi, Tsukasa Aoi, Yu Shinoda y Eimi Fukada, entre otras. La incorporación de Mikami a S1 no solo disparó la popularidad de S1 en el mercado japonés, sino que también atrajo a muchos espectadores de fuera del país asiático, donde un gran número de ellos incluso han producido subtítulos para sus películas.

## Actrices
Algunas AV Idols del porno japonés que han actuado para S1 No. 1 Style han sido:
- Sora Aoi
- Aika Yumino
- Saki Okuda
- Aino Kishi
- Akiho Yoshizawa
- Minami Kojima
- Maria Ozawa
- Tsukasa Aoi
- Honoka
- Yua Aida
- Yua Mikami
- Yura Kano
- Hebei Ayaka
- Anri Okita
- Miru
- Meguri
- Elly Akira
- Ichika Hoshimiya
- Tina Yuzuki
- Mei Washio
- Maria Hoshi
- Mihiro Taniguchi
- Riri Nanatsumori
- Nagi Hikaru
- Rin Aoki
- Minori Hatsune
- Yume Nikaidō
- Ruri Saijo
- Yuuri Adachi
- Nitori Hina
- Rie Miyagi
- Alicia Shinomiya
- Ito Seika
- Yuma Asami
- Yu Shinoda
- Eimi Fukada